# Fonte Boa, Brasilien
Fonte Boa är en ort i delstaten Amazonas i nordvästra Brasilien. Den är centralort i en kommun med samma namn, och hade cirka 15 000 invånare vid folkräkningen 2010. Fonte Boa är belägen längs Amazonfloden och har en flygplats som ligger i den södra utkanten av samhället.